# Принцесата на Марс
„Принцесата на Марс“ (на английски: A Princess of Mars) е роман на Едгар Бъроуз.
Романът е публикуван на 6 части в списание „The All-Story“ през 1912 г. под заглавие „Under the Moons of Mars“ (в превод: Под луните на Марс). В самостоятелен том произведението е издадено за пръв път на 10 октомври 1917 г.
На български език романът е издаден през 1926 г. от печатница „Радикал“ със заглавие „Безсмъртният човек, чудноватите приключения на капитан Джон Картър на Марс“. Преиздаден е от ИК „Хирон“ през 1992 г. като „Принцесата на Марс“.

## Адаптации
През 2009 г. независимото филмово студио „The Asylum“ пуска на DVD филма „Princess of Mars“, който през 2012 г. е преиздаден като „John Carter of Mars“. Главните роли се изпълняват от Антонио Сабато – младши и Трейси Лордс.
През 2012 г. по кината излиза филмът на Дисни „Джон Картър“, където в главните роли са Тейлър Кич и Лин Колинс.